# Steven Tyler
Steven Tyler (nascido Steven Victor Tallarico, Yonkers, 26 de março de 1948) é um cantor, compositor, multi-instrumentista, empresário e filantropo americano, conhecido principalmente por seu trabalho como vocalista da banda Aerosmith, na qual também toca gaita, piano e, ocasionalmente, percussão. No show business, é celebrado por seus vocais e falsetes únicos, o que lhe rendeu o apelido de Demon of Screaming (Demônio da Gritaria, em tradução livre), e por suas acrobacias sobre o palco durante suas performances enérgicas. Suas marcas registradas são suas roupas coloridas e brilhantes, além do tradicional microfone adornado com lenços.
Na década de 1970, Tyler se destacou como líder do Aerosmith, banda que nasceu em Boston e que lançou diversos álbuns clássicos do hard rock, como Toys in the Attic e Rocks. No fim daquela década e no início da seguinte, Tyler sustentou um pesado vício em álcool e drogas enquanto a popularidade da banda declinava. Após passar por clínicas de reabilitação em 1986, manteve-se sóbrio por mais de 20 anos, embora tenha adquirido um novo vício em analgésicos no fim da década de 2000 (o qual conseguiu tratar com sucesso em 2009).
Após a banda ter feito um retorno extremamente bem-sucedido entre as décadas de 1980 e 1990 com os álbuns Permanent Vacation, Pump e Get a Grip, Tyler criou diversos projetos musicais solo e participou em trabalhos de outros grandes artistas, além de ter sido convidado para estrelar alguns papéis no cinema e na TV (incluindo uma notória passagem pelo programa American Idol). Nos anos 2010, escreveu uma autobiografia best-seller e, junto dos outros membros do Aerosmith, tornou-se pioneiro dos espetáculos de residência em Las Vegas.
É personalidade mundialmente aclamada e continua a ser um ícone pop de grande relevância mais de 50 anos após o início de sua carreira, sendo reconhecido por grandes premiações: em 2001, passou a fazer parte do Rock and Roll Hall of Fame juntamente do Aerosmith; Em 2008, foi incluído na lista dos 100 maiores cantores da história pela revista Rolling Stone; Em 2013, recebeu o ASCAP Founders Award e entrou para o Songwriters Hall of Fame ao lado do seu parceiro de banda Joe Perry; Conta com 4 vitórias e 17 nomeações ao Grammy Award.

## Infância e adolescência
Steven Tyler nasceu no estado americano de Nova Iorque. Seu pai, Victor A. Tallarico (14 de maio de 1916 - 10 de setembro de 2011), era filho de italianos e alemães, enquanto sua mãe, Susan Ray (2 de junho de 1925 - 14 de julho de 2008), tinha ancestralidade de polacos e ingleses. Victor tornou-se um músico e pianista clássico, enquanto Susan trabalhava como secretária.
Quando pequeno, Tyler passava horas debaixo do piano de seu pai, ouvindo-o tocar. Na adolescência, interessou-se por bateria, tocando seus primeiros shows profissionais com a banda de seu pai em apresentações no resort onde a família passava férias, além de atuar em musicais, tocar guitarra e cantar.
No segundo grau, era perseguido pelos colegas e não era bem visto no círculo social escolar. Steven chegou a beber uma dose de uísque todos os dias antes de ir para a escola. Muitas vezes, faltava às aulas para ver bandas de Nova Iorque.

## Carreira

### Primeira banda (1964 - 1969)
Em 1964, Steven formou sua primeira banda, The Strangeurs, na qual ocupava a posição de baterista. Eles assinaram um contrato com a CBS e, sob pressão dos executivos, mudaram seu nome para Chain Reaction. Aos 18 anos, em 1966, Tyler passou a compor com o tecladista do grupo, o que abriu o caminho para que gravassem em estúdio pela primeira vez. Entre 1967 e 1968, abriram 4 shows para uma das bandas que serviu de inspiração para Tyler em sua adolescência, os The Yardbirds, enquanto também foi convidado a experimentar vocais com a The Left Banke.
Em 1969, quando foi passar férias em Sunapee, Nova Hampshire, conheceu Joe Perry em uma lanchonete. Joe, que já tinha ouvido as gravações da banda de Steven, o convidou para vê-lo tocar com sua própria banda, a Jam Band, na mesma noite e lugar em que a Chain Reaction também tocaria. Após se apaixonar pelos solos de Perry, decidem juntar as duas bandas e formar o quinteto que viria a ser o Aerosmith.

### Formação e sucesso do Aerosmith (1970 - 1978)
No começo de 1970, Tyler juntou-se a Joe Perry e Tom Hamilton para começar a nova banda. Steven insistiu em ser o frontman e vocalista, e, por isso, convidou seu amigo de Nova Iorque, Joey Kramer, para ocupar o cargo de baterista. Ele também escolheu Ray Tabano, seu amigo de infância, para seguir como o guitarrista base. O quinteto decide se mudar para Boston e dividir um apartamento na hoje icônica Commonwealth Avenue, em Brighton. Após divergências diárias sobre os negócios que envolviam o grupo, Tabano foi substituído por Brad Whitford em 1971.
Passado um tempo tocando em clubes sob a tutela de seu primeiro manager, Frank Connelly, a banda começou a trabalhar com Steve Leber e David Krebs, managers de Nova Iorque. Eles agendaram uma performance do grupo no Max's Kansas City (lendário clube noturno) em outubro de 1971. O Aerosmith se apresentou para uma plateia que continha olheiros e executivos de gravadoras, incluindo Clive Davis, então presidente da Columbia Records que ofereceu um contrato a Steven e seus parceiros. O primeiro disco da banda é lançado em 1973 e é recebido com pouco entusiasmo pela crítica especializada. É seguido de Get Your Wings, em 1974, que foi elogiado pelos fãs, mas que, comercialmente, foi um fracasso.
A banda fazia turnês e sobrevivia como podia, abrindo shows para bandas mais conhecidas, como a Mott the Hoople. Dream On, o maior single do Aerosmith até então, havia chegado apenas à posição 59 da Billboard, em 1973. A situação mudou com os lançamentos de Toys in the Attic (1975) e Rocks (1976), quando o grupo finalmente ficou conhecido na mídia nacional e internacional. Sweet Emotion foi seu primeiro single a atingir o top 40 da Billboard, seguido do mega hit top 10 Walk This Way e do relançamento de Dream On, que agora chegava à posição de número 6. Outros grandes singles foram lançados sob aclamação universal e comercial, incluindo Last Child, Back in the Saddle e Home Tonight. Foi nesse período em que o Aerosmith começou a ser tratado como a banda de Hard Rock mais importante do mundo, tocando em estádios e em festivais de grande magnitude. Steven tornou-se um símbolo sexual, sendo fotografado para a capas de diversas revistas, como a Rolling Stone, além de ser periodicamente assediado por fãs e admiradores.
Draw the Line, de 1977, continuou o sucesso da banda, que agora investia no mercado europeu e asiático com turnês pelo Japão e Europa. Uma série de hits top 100, tais como Draw the Line, Kings and Queens e Chip Away the Stone, ajudaram o grupo a consolidar-se mundialmente, ganhando ainda mais notoriedade na Ásia, Leste Europeu e América do Sul. Capitalizando o sucesso do quinteto, em 1978 a Columbia lança o álbum ao vivo Live! Bootleg, que tem canções captadas de forma bruta e sem edição durante as pesadas turnês do grupo nos anos 1970. No mesmo ano, Steven e seus parceiros de banda estrelam o filme Sgt. Pepper's Lonely Hearts Club Band, o que lhes rendeu o single Come Together, cover dos The Beatles e a última canção do Aerosmith a entrar no top 40 nos nove anos seguintes.

### Declínio do Aerosmith (1979 - 1983)
No fim dos anos 1970, a banda já possuía um estrelato tão grande quanto o de grupos como Led Zeppelin e Rolling Stones. Seus cinco primeiros discos venderam milhares de cópias, rendendo-lhes diversas certificações de platina. Internamente, no entanto, turnês, gravações e convívio em grupo estavam sendo afetados pelo uso de drogas. Tyler e Perry, apelidados de Toxic Twins (Gêmeos Tóxicos, em tradução livre) por conta do uso abusivo de estimulante e heroína, discutiam até mesmo em cima do palco durante apresentações. A relação entre ambos foi extensivamente documentada em diversos programas e documentários sobre a história da banda. O ápice da rivalidade foi uma briga entre as esposas de Joe e do baixista Tom Hamilton nos bastidores do festival World Series of Rock, no dia 28 de julho de 1979. Steven defendeu a esposa de Hamilton e Perry deixou o Aerosmith. O álbum Night in the Ruts foi lançado poucos meses depois, já com a participação de seu substituto, Jimmy Crespo, mas sob críticas negativas e vendas abaixo do esperado.
No outono de 1980, Steven sofreu ferimentos graves em um acidente de moto, o que o hospitalizou por dois meses e o impediu de gravar ou realizar shows até o ano seguinte. Quando recuperou-se, finalizou uma nova faixa intitulada Lightning Strikes junto de Brad Whitford que, insatisfeito, foi o próximo a deixar o Aerosmith, sendo rapidamente substituído por Rick Dufay. Steven e Crespo produziram o álbum Rock in a Hard Place, que foi lançado em 1982 e tornou-se um fracasso de vendas. Tyler, à época viciado em cocaína e heroína, conta em sua autobiografia que, durante este período, saía às ruas procurando por traficantes quase todos os dias.

### Reunião e primeira reabilitação (1984 - 1986)
No dia 14 de fevereiro de 1984, Perry e Whitford, que haviam deixado a banda em 1979 e 1981, respectivamente, foram a um show da nova formação do Aerosmith. De acordo com o Behind the Music, programa do canal VH1, Steven havia feito uma ligação para Joe, incentivando-o a voltar para o grupo. Nos bastidores, ambos Joe e Brad concordaram em reunir a formação original da banda. Juntos, decidiram por demitir seus antigos managers, Leber e Krebs, e contratar Tim Collins, que estava sendo o manager dos projetos solo de Perry. Impulsionados pela nova gestão, assinam um novo contrato com a recém-fundada Geffen Records. Com a promessa de uma grande reunião, a banda ingressa na turnê Back in the Saddle e, logo depois, lança Done with Mirrors, em 1985, álbum que não atendeu às expectativas comerciais da gravadora, apesar de receber boas críticas.
O consumo de drogas por parte de Steven tornou-se preocupante quando, durante um show em Springfield, Illinois, o vocalista desmaia no palco e não consegue retornar à apresentação. Temendo pela vida do companheiro de banda, os outros quatro membros do grupo se juntam à Collins a fim de realizar uma intervenção para Tyler, em 1986. Após horas de discussão em uma reunião que ficou historicamente conhecida, o cantor aceita entrar em uma clínica de reabilitação. É seguido dos outros 4 músicos, que também se internam a fim de manterem-se sóbrios.

### Volta ao estrelato (1986 - 1999)
O Aerosmith volta a ganhar destaque na mídia através de um cover da música Walk This Way, gravado pelo grupo Run-D.M.C. em 1986. A nova versão teve participação especial de Tyler e Perry e combinava elementos de hip hop e rock, o que quebrou a barreira entre esses gêneros musicais, levou o hip hop ao estrelato e apresentou o Aerosmith a uma nova geração. A canção chegou à posição de número 4 e seu clipe foi exaustivamente transmitido pela MTV, que, à época, começava a ditar um novo meio de consumo do mercado fonográfico.
Com a popularidade do Aerosmith em alta, Tim Collins recomenda que Steven e Joe comecem a trabalhar com compositores independentes, tais como Desmond Child e Jim Vallance. Em busca de uma sonoridade mais comercial, o próximo álbum da banda recebe produção de Bruce Fairbairn e do A&R John Kalodner. Em 1987, o Aerosmith lança o álbum Permanent Vacation, sucesso de vendas que lhes rendeu diversas certificações de platina e três hits top 20: Dude (Looks Like a Lady), Angel e Rag Doll. Para divulgar o novo trabalho, eles saem em uma histórica turnê com os estreantes Guns N' Roses abrindo seus shows, chegando a gerar boatos de que havia uma rivalidade entre os grupos, quando, na verdade, os membros do Guns viam o Aerosmith como inspiração.
Em 1989, a banda lança o álbum Pump. Ainda mais bem sucedido que seu antecessor, vendeu 7 milhões de cópias apenas nos Estados Unidos e produziu três hits top 10, com Love in an Elevator, Janie's Got a Gun e What It Takes, além de um hit top 40, com The Other Side. Este álbum marcou uma expansão musical por parte de Steven no que diz respeito a letras e sonoridades, facilmente identificada na inovadora Janie's Got a Gun, que rendeu ao Aerosmith seu primeiro Grammy. Ainda no final dos anos 1980, Tyler realizou participações especiais em álbuns de Sam Kinison, Alice Cooper e Mötley Crüe. Na época, ele e Perry apareceram em um show do Bon Jovi em Milton Keynes para uma apresentação especial de Walk This Way que até hoje é lembrada como uma das melhores colaborações ao vivo do rock.
Com o sucesso de ambos Permanent Vacation e Pump, a banda tornou-se uma sensação da MTV e da cultura pop americana no geral. Entre 1990 e 1991, o Aerosmith fez diversas participações de grande calibre na televisão, como no quadro Wayne's World, do Saturday Night Live (até hoje reconhecida como a melhor participação de um artista neste quadro), no MTV Unplugged (em um dos episódios de estreia do icônico programa), no The Simpsons (quando tornaram-se a primeira banda da história a ser representada na animação) e no especial de 10 anos da MTV (no qual apresentaram Dream On com orquestra). Eles também assinaram um contrato de 30 milhões de dólares com a Columbia Records para retornarem à gravadora, iniciando a nova relação com o lançamento do compilado Pandora's Box, promovido com a gravação de um clipe oficial para Sweet Emotion. Em 1992, quando o grupo entrou em estúdio para gravar seu próximo trabalho, John Kalodner criticou as letras sexuais de Steven, dizendo que o vocalista havia se livrado do vício em drogas, mas que havia o substituído com um vício em sexo.
Por fim, a banda lança, em 1993, o álbum Get a Grip, que tornou-se seu maior sucesso comercial mundial, vendendo mais de 20 milhões de cópias, estreando em primeiro lugar na Billboard e produzindo uma série de hit singles, incluindo Livin' on the Edge, Cryin', Eat the Rich, Amazing e Crazy. Apesar de serem criticados pelo uso de diversos colaboradores independentes, o trabalho lhes rendeu dois Grammys, quatro MTV Video Music Awards, dois American Music Awards, um People's Choice Award e um Billboard Award. Eles também foram exaltados pelos videoclipes inovadores que lançaram a fim de promover o disco, dando fama a atores e atrizes iniciantes como Edward Furlong, Stephen Dorff, Jason London, Josh Holloway e, principalmente, Alicia Silverstone. A própria filha de Steven, Liv Tyler, fez sua estreia como atriz no clipe da música Crazy, em 1994. Com a demanda em alta, o Aerosmith começa sua maior e mais extensa turnê até então, realizando mais de 240 shows em mais de 30 países. Pela primeira vez, a banda faz shows no Brasil, headliners do festival Hollywood Rock (em São Paulo e no Rio de Janeiro).

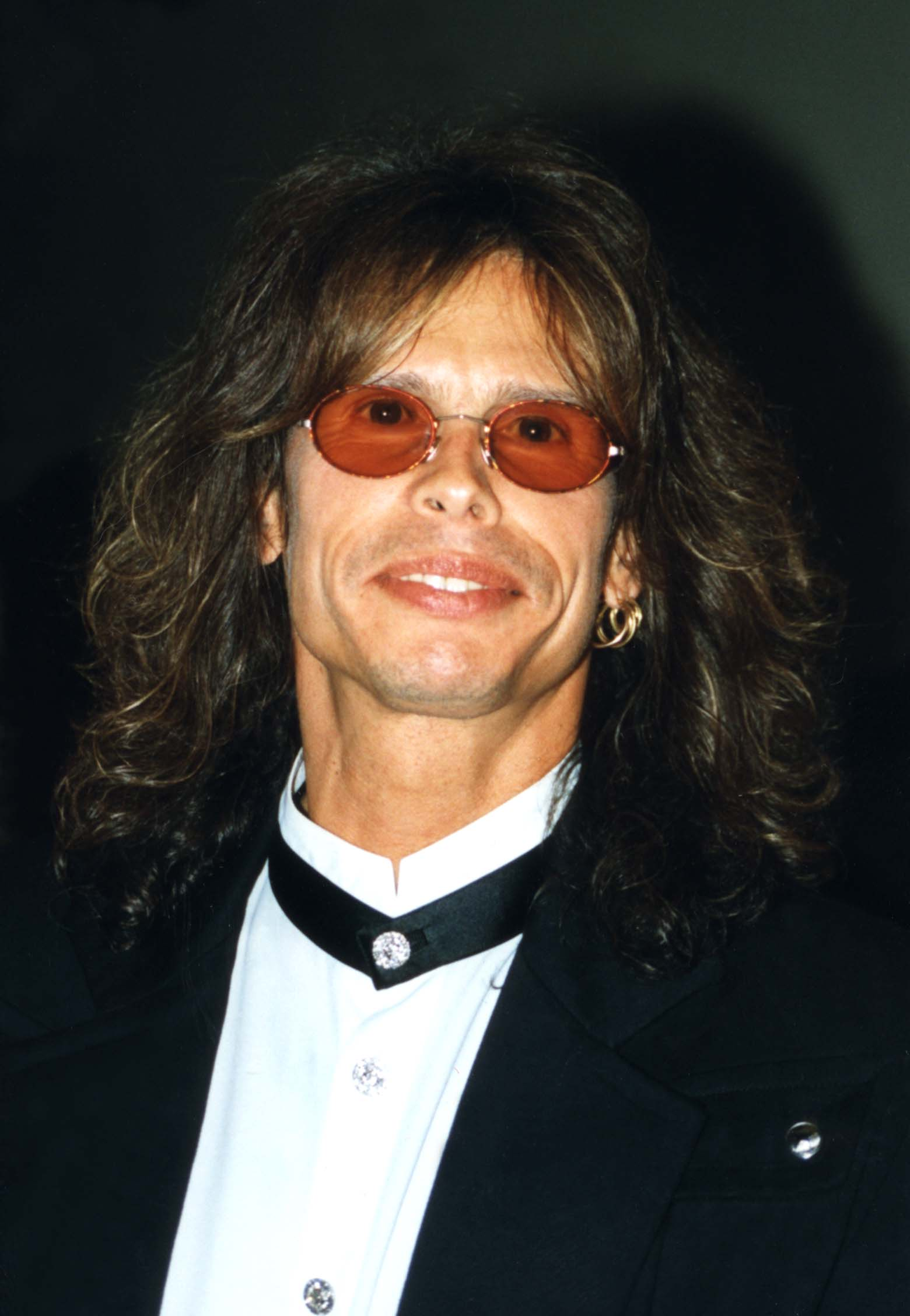
Steven em 1996.

Após a turnê (que durou 18 meses, sendo finalizada em dezembro de 1994), os membros da banda tiram férias com suas respectivas famílias. Tyler e Perry, que estão juntos na Flórida, começam a escrever novas músicas para o próximo trabalho. Apesar do clima de irmandade que havia se estabelecido entre eles, a banda quase se separa durante as gravações que ocorreram em Miami, quando Tim Collins espalha boatos de que os membros estariam falando mal um do outro e de que Steven estava sendo infiel para com sua esposa e com sua abstinência das drogas. Ele veio a ser demitido em 1996, em meio a gravação do novo álbum.
Em 1997 é lançado o Nine Lives, que recebeu certificação dupla de platina nos EUA, produziu três hits (Falling in Love (Is Hard on the Knees), Hole in My Soul e Pink) e rendeu um quarto Grammy à banda. O quinteto é novamente criticado por usar diversos colaboradores independentes, mas permanece sendo exaltado pelos videoclipes inovadores. O disco chega à primeira posição na Billboard e, para promovê-lo, é lançada uma extensa turnê, durante a qual Steve sofre uma lesão de ligamentos quando a base do pedestal de seu microfone acidentalmente atinge seu joelho. Diversas datas já confirmadas são canceladas e Tyler é obrigado a usar gesso durante as gravações do que viria a ser o clipe de I Don't Want to Miss a Thing. No mesmo período, Steven e Joe tornam-se garotos propaganda da marca Gap e o Aerosmith lança a autobiografia da banda.
Pouco tempo após o lançamento de Nine Lives, o Aerosmith é convidado para encabeçar a trilha sonora do filme Armageddon, estrelado pela filha de Steven, Liv Tyler. O grupo cria a música What Kind of Love Are You On com exclusividade para o longa metragem, mas é I Don't Want to Miss a Thing, escrita por Diane Warren e lançada como single, que faz sucesso ao redor do mundo. Além de tornar-se a primeira canção do Aerosmith a chegar à posição de número um na Billboard Hot 100, também foi primeira e única música de uma banda de rock a estrear no primeiro lugar da mesma parada. A balada apresentou o Aerosmith à então nova geração e é até hoje reconhecida como um marco da indústria fonográfica e da cultura pop mundial. I Don't Want to Miss a Thing chegou a ser indicada ao Oscar e ao Grammy do ano seguinte.
Para encerrar os anos 1990, em 1999 foi lançada a Rock 'n' Roller Coaster Starring Aerosmith (a primeira montanha-russa da história inteiramente dedicada a um artista musical), na Walt Disney World, na Flórida. A montanha-russa também chegou a ser incorporada à Disneyland Paris por alguns anos. Quanto a apresentações notáveis, eles tocaram com Kid Rock e Run-D.M.C. no MTV Video Music Awards e passaram o réveillon no palco, durante um show especial no Japão.

### Sucesso contínuo e turnês (2000 - 2008)
O Aerosmith começa o ano de 2001 se apresentando no show do intervalo do Super Bowl XXXV, em janeiro, ao lado dos convidados 'N Sync, Britney Spears, Nelly e Mary J. Blige. A apresentação foi patrocinada pela MTV, que reuniu os artistas de maior sucesso do momento. Em março eles lançam o álbum Just Push Play, que teve como single principal e hit top 10 a música Jaded, e são introduzidos ao Rock and Roll Hall of Fame, fazendo deles a primeira banda da história a entrar para o prestigiado Hall of Fame ao mesmo tempo em que tem músicas e álbuns nas paradas musicais. O álbum estreou em segundo lugar na Billboard e foi comercialmente bem sucedido, apesar das críticas ao seu tom pop e experimental. Sua turnê de divulgação iniciou-se em junho e incluiu uma apresentação no festival beneficente United We Stand, organizado por Michael Jackson no Robert F. Kennedy Memorial Stadium para amparar famílias de vítimas dos ataques de 11 de setembro. Tyler doou uma jaqueta com a bandeira dos Estados Unidos para ser leiloada no evento e o Aerosmith tocou os sucessos Livin' on the Edge, I Don't Want to Miss a Thing, Just Push Play e Walk This Way no palco principal. A banda voou para Indianápolis e fez um show completo na mesma noite.
Em 2002, o canal VH1 lança um episódio especial de duas horas do programa Behind the Music, contando toda a tumultuada história do Aerosmith e suas recentes realizações. Eles também são escolhidos como o Ícone MTV (MTV Icon, em inglês) daquele ano, sucedendo a escolhida do ano anterior, Janet Jackson. Durante o verão americano, eles lançam a coletânea O, Yeah! Ultimate Aerosmith Hits, que conta com a inédita Girls of Summer, dando fôlego para o grupo embarcar em mais uma turnê, a Girls of Summer Tour, que teve, como atrações de abertura, Kid Rock e Run-D.M.C.

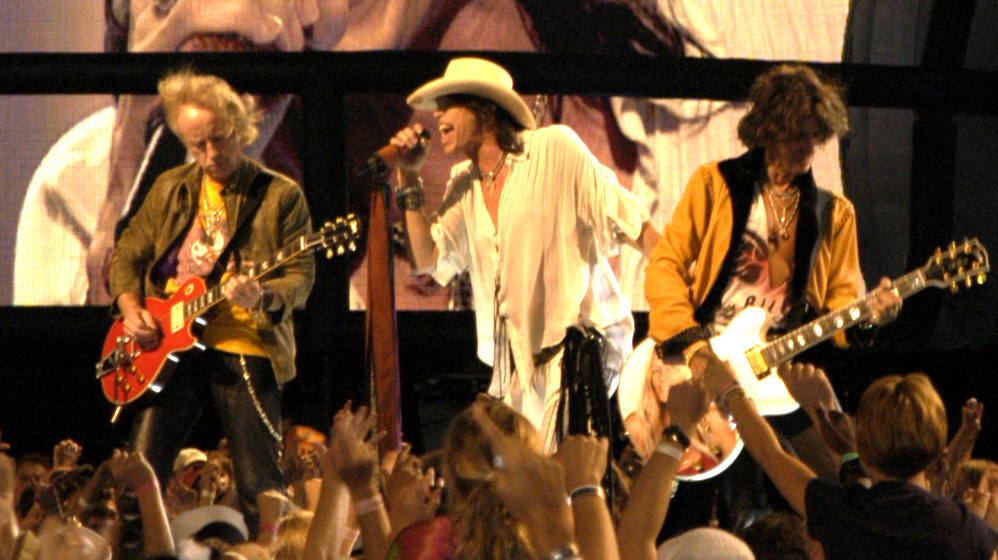
Brad Whitford (esquerda), Steven Tyler (meio) e Joe Perry (direita) apresentando-se em 2003.

Em 2003, Steven é homenageado com um diploma honorário da Berklee College of Music e, pouco tempo depois, é escolhido pela banda AC/DC para introduzi-los ao Rock and Roll Hall of Fame. Junto de Brian Johnson, cantou a música You Shook Me All Night Long durante a cerimônia anual. Ainda naquele ano, o Aerosmith dá início à pequena turnê Rocksimus Maximus Tour, com a banda Kiss como atração de abertura.
Entre os anos de 2003 e 2004, Joe Perry tentou persuadir Steven a gravar um novo disco para o Aerosmith, mas o vocalista recusou-se, o que gerou novos desentendimentos entre a dupla. Ambos concordaram, no entanto, em gravar um álbum que homenageasse as influências musicais do quinteto. Em março de 2004, portanto, a banda lança o Honkin' on Bobo, com a tracklist quase completamente composta de covers de músicas clássicas do blues. O disco foi um sucesso de críticas, com a Billboard dizendo que "o Aerosmith não lançava um álbum tão rock e divertido desde sabe-se lá quando". Comercialmente, o álbum teve um desempenho dentro do esperado, alcançando a posição de número cinco na semana de lançamento. Para divulgar o novo trabalho, o Aerosmith entra em turnê com os amigos do Cheap Trick como atração de abertura. A turnê deu origem ao DVD You Gotta Move, gravado no Office Depot Center e que conta com gravações da apresentação e comentários dos membros da banda. Em junho, Steven é convidado a estrelar a campanha de marketing da nova da Cyber-shot da Sony, cujo comercial utiliza The Grind (a única música inédita do Honkin' on Bobo) como tema. Ainda naquele ano, Tyler deu o pontapé inicial na principal competição de basebol dos Estados Unidos, a 2004 World Series, cantando o hino nacional no Fenway Park, além de participar do filme infantil The Polar Express, para o qual gravou a música Rockin' on Top of the World.
O ano de 2005 começa com Steven sendo novamente homenageado por uma universidade, recebendo um doutorado honorário da University of Massachusetts Boston. Ele também faz notórias participações no então novo álbum do guitarrista Santana (como vocalista da canção Just Feel Better), e no filme Be Cool. Ele e o restante do Aerosmith voltam aos palcos com mais uma turnê, a Rockin' the Joint Tour, que se estendeu até o ano seguinte e contou com Lenny Kravitz como atração de abertura.
Após recuperar-se de uma cirurgia na garganta, Steven, ao lado de Joe Perry, se apresenta com a Orquestra Pops de Boston em seu show anual de 4 de julho. Esta foi sua primeira aparição para o grande público depois da cirurgia. Durante o show, que foi transmitido em cadeia nacional pela CBS, eles tocaram um medley de Walk This Way, I Don't Want to Miss a Thing e Dream On. Junto do restante do Aerosmith, lança a coletânea Devil's Got a New Disguise com duas músicas inéditas (a faixa-título e Sedona Sunrise) e sai em mais uma turnê, a Route of All Evil Tour, dessa vez com a banda Mötley Crüe abrindo seus shows. No restante do ano, Tyler se dedica a aparições especiais em projetos de outros artistas: grava um dueto chamado Three Chord Country and American Rock & Roll com a estrela da música country Keith Anderson, interpreta a si mesmo em um dos mais icônicos episódios da série Dois Homens e Meio, canta God Bless America na National League Championship Series ao lado de sua filha Chelsea e faz voluntariado no jantar de ação de graças em West Palm Beach, servindo comida para os mais necessitados.
Em 2007, manteve-se ativo com o Aerosmith em uma turnê mundial que os levou para a América do Sul (incluindo o Brasil) pela primeira vez em 13 anos e para a Europa pela primeira vez em 8 anos. Também foi a primeira vez da banda tocando na Índia e nos Emirados Árabes Unidos. Ainda em 2007, Tyler e sua filha Liv foram o assunto principal de um dos episódios do programa E! True Hollywood Story, que detalhou como a atriz conheceu o seu pai apenas na adolescência.
No dia 21 de maio de 2008, Steven dá entrada no hospital Aurora Las Encinas, em Pasadena, para se recuperar de suas múltiplas cirurgias nas pernas e nos pés. À época, o vocalista já havia recaído no uso de drogas para amenizar as dores em seus membros inferiores, adquiridas após anos de performances em cima dos palcos. Em junho, participa do lançamento do jogo Guitar Hero: Aerosmith, o primeiro game da série a se basear em apenas uma banda e o que se tornou o mais bem sucedido jogo sobre um grupo musical. Em agosto, a HarperCollins vence os direitos da autobiografia do cantor e anuncia a preparação para o lançamento do livro. Durante o restante do ano, se dedica a fazer participações especiais em shows de alguns de seus amigos, como Billy Joel (no último show da história do Shea Stadium), Chris Botti e Trans-Siberian Orchestra.

### Quase separação do Aerosmith, American Idol e MFAD! (2009 - 2014)
Em 5 de agosto de 2009, durante a turnê que divulgava o Guitar Hero, Tyler cai do palco em um show que ocorria na cidade de Sturgis. É levado para o Rapid City Regional Hospital, cujo primeiro boletim médico revela que o cantor havia sofrido lesões no pescoço, além de ter quebrado o ombro e cortado a cabeça. A banda é forçada a cancelar o restante da turnê de 2009, exceto por dois shows que ocorrem no Havaí em outubro. Em novembro, a banda faz um show de abertura para o grande prêmio de Fórmula 1 em Abu Dhabi mas, depois disso, Tyler perde contato com os outros membros do Aerosmith. No dia 10, Joe Perry anuncia que Steven havia saído da banda e que o grupo estava procurando um novo vocalista. Em sua autobiografia, o vocalista conta que ficou sabendo da notícia pela imprensa. No mesmo dia, ele aparece de surpresa em um show do projeto solo de Joe Perry e anuncia que não irá deixar o Aerosmith. Apesar do clima de inimizade, eles tocam Walk This Way juntos. No dia 22 de dezembro, o site TMZ anuncia que Tyler havia entrado em uma clínica de reabilitação para tratar seu vício em analgésicos, os quais o vocalista amassava e cheirava para tratar as insistentes dores em seus pés, causadas, principalmente, por um Neuroma de Morton, doença que gera deformidade nos nervos dos membros inferiores.

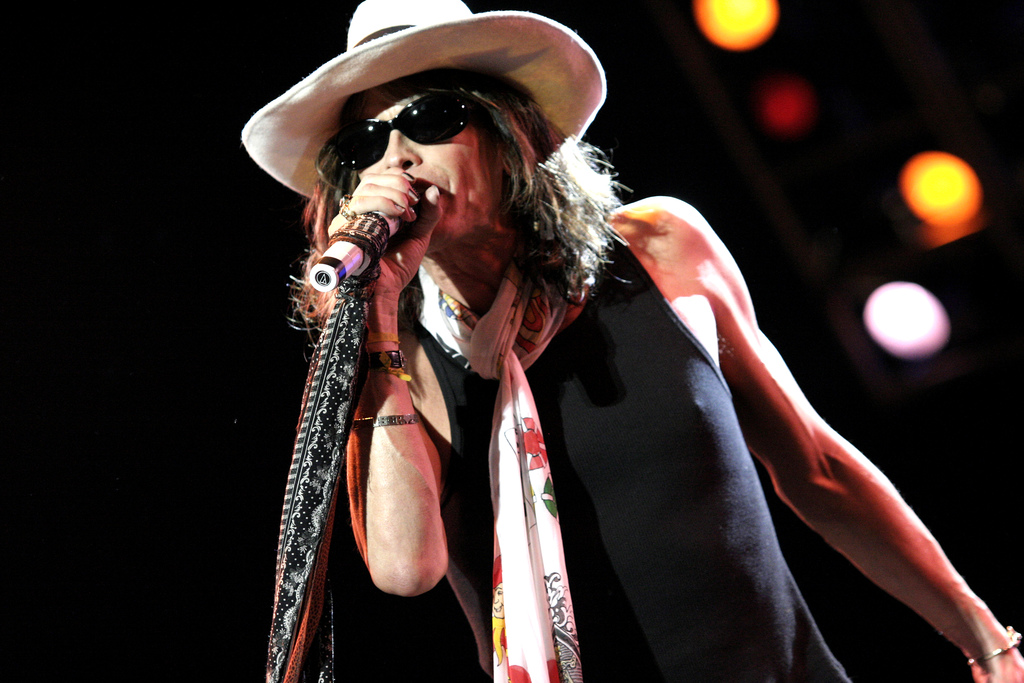
Steven em show no Morumbi em 2007.

Após recuperação total, em 2010, Steven Tyler embarca na turnê Cocked, Locked, Ready to Rock com o Aerosmith. A turnê teve 40 shows que passaram por 18 países, incluindo o Brasil (com datas em Porto Alegre e São Paulo).
Em 16 de setembro, Tyler anuncia que começará a investir em sua carreira solo e que seu primeiro lançamento seria a música Love Lives, trilha sonora do filme japonês Space Battleship Yamato.
Ainda no mesmo mês, no dia 22, a Fox anuncia que Steven faria parte do corpo de jurados da décima temporada do famoso reality show American Idol, ao lado de Randy Jackson e Jennifer Lopez. Em sua autobiografia, o cantor conta que Kara DioGuardi, jurada das temporadas anteriores, havia sugerido seu nome para o canal. A notícia gerou novos desentendimentos entre os membros do Aerosmith, que ficaram sabendo da nova empreitada de Tyler pela mídia. Joe Perry novamente chegou a cogitar uma substituição, dessa vez com Sammy Hagar à frente da banda. Apesar do clima pesado, Steven encerra 2010 participando da homenagem do Kennedy Center Honors ao ex-Beatle Paul McCartney, na qual fez um medley com músicas do lado B do disco Abbey Road.
Em 19 de janeiro de 2011, Steven grava o primeiro episódio da décima temporada do American Idol. Ele aproveita o buzz das gravações e exibições para participar de algumas premiações: apresentando um prêmio no Nickelodeon Kids' Choice Awards no dia 2 de abril e cantando com Carrie Underwood no Academy of Country Music no dia 3.
Em maio, ao aproximar-se da final de sua primeira temporada como jurado do American Idol, Tyler faz alguns lançamentos. O primeiro deles é o de sua aguardada autobiografia, intitulada O Barulho na Minha Cabeça te Incomoda?, que chega às prateleiras no dia 3. O livro é um best-seller instantâneo e atinge a segunda posição dos mais vendidos do New York Times. Em entrevista, ele revela que existem planos de fazer um filme baseado na obra. Já no dia 10, o músico lança seu segundo single em carreira solo, (It) Feels So Good, que chega à 35ª posição da Billboard Hot 100. Ainda, em meio aos lançamentos e gravações do American Idol, Steven se reconcilia com os outros membros do Aerosmith e começa a trabalhar no próximo álbum da banda. Na final do reality, em 25 de maio, ele canta Dream On para delírio do público presente.
Antes de finalizar o novo álbum, o Aerosmith volta a sair em turnê em outubro de 2011. A Back on the Road Tour teve 18 shows, passando pela América Latina (incluindo Brasil) e Japão. Poucas horas antes de subir ao palco no Paraguai, no dia 25, Steven cai no banheiro do seu quarto de hotel. Ele quebra dois dentes e sofre um corte próximo à sobrancelha. Levado a um hospital privado, reconstitui os dentes e faz curativos. A banda adia o show no país em um dia, mas continua a turnê sem mais problemas.
Tyler inicia o ano de 2012 cantando o hino nacional americano em um jogo da AFC Championship, no dia 22 de janeiro. É altamente criticado por mudar alguns do versos originais e usar seus famosos falsetes. Dois meses depois, em 11 de março, vai ao ar um episódio do programa 60 Minutes, na CBS, que fala exclusivamente sobre o Aerosmith e sua conturbada história, focando nos episódios mais recentes de inimizade dentro do grupo. No Brasil, o programa é exibido parcialmente pela Rede Record no Domingo Espetacular. Apesar disso, as tensões entre Steven e Joe Perry pareceram evaporar quando o guitarrista vai ao American Idol de surpresa na semana seguinte para tocar Parabéns a Você em comemoração ao aniversário de 64 anos do cantor. Em abril, ele vira garoto propaganda da rede de fast-food Burger King, que lança alguns comerciais de TV com o vocalista.
Ao aproximar-se da final de sua segunda temporada como jurado do American Idol, Tyler e os outros membros do Aerosmith anunciam o primeiro álbum de músicas inéditas da banda em 11 anos, o Music from Another Dimension!, para 6 de novembro. O quinteto lança o primeiro single do trabalho, Legendary Child, logo após apresentarem-no ao vivo na final do reality, no dia 23 de maio. Em 12 de julho, Tyler anuncia que não retornará ao American Idol para uma terceira temporada. Em entrevista, ele diz que voltará a dedicar-se inteiramente ao Aerosmith. Na mesma época, a banda entra em turnê para divulgar o novo disco. A Global Warming Tour começa com 23 datas pelos Estados Unidos e Canadá, mas, devido à demanda, eventualmente torna-se um giro mundial, com 77 shows no total e mais datas na América do Norte, Europa, Ásia, Oceania (pela primeira vez em Singapura e Nova Zelândia) e América do Sul (no Brasil, foram atração principal do histórico festival Monsters of Rock, em São Paulo, além de realizarem outras apresentações no Rio de Janeiro, Brasília e Curitiba, todas com o Whitesnake como banda de abertura). Entre o final de 2012 e o início de 2013, o quinteto lança outros três singles do novo álbum, sendo eles Lover Alot, What Could Have Been Love e um dueto de Steven com Carrie Underwood intitulado Can't Stop Lovin' You.
Steven começa o ano de 2013 fazendo uma participação especial na nova temporada do American Idol, durante a qual entra no estúdio de avaliações vestido de mulher e finge ser uma participante. Nos meses seguintes, é homenageado por diversas instituições musicais cujo foco é reunir os maiores compositores da história: em abril, recebe o ASCAP Founders Award e, em junho, entra para o Songwriters Hall of Fame e para o Hollywood Bowl Hall of Fame. Os três prêmios também foram entregues a Joe Perry, celebrando a parceria e legado da dupla na música. O cantor encerra o ano participando do Miss Universo 2013, em Moscou, na Rússia, exercendo o papel de jurado e cantando Dream On ao vivo.
2014 é um ano quase inteiramente dedicado a turnês e apresentações ao vivo. O Aerosmith embarca na Let Rock Rule Tour com Slash e seu projeto solo, Myles Kennedy and the Conspirators, como banda de abertura. Para divulgar o giro, eles realizam um pequeno show grátis no histórico clube californiano Whisky a Go Go. A turnê também conta com a participações notórias de Johnny Depp, que sobe ao palco em duas datas para tocar Train Kept a Rollin' com o quinteto, e do próprio Slash, que participa de duas apresentações da música Mama Kin.
Em agosto, Steven recebe um convite para juntar-se ao King of Chaos, supergrupo formado por lendas do rock. Os fundadores Matt Sorum, Duff McKagan e Gilby Clarke convidam também Billy Gibbons, Robin Zander e Nuno Bettencourt. Fazem uma pequena turnê pela África do Sul, com cada membro apresentando músicas de suas respectivas bandas de origem. No dia 11 de dezembro, Steven e Nuno estendem sua parceria e tocam juntos no Prêmio Nobel da Paz, em Oslo, na Noruega. Em homenagem a Malala Yousafzai, eles apresentam as músicas Dream On, Livin' on the Edge, do Aerosmith, e More Than Words, da banda original de Nuno, Extreme.

### Álbum solo country (2015 - 2016)

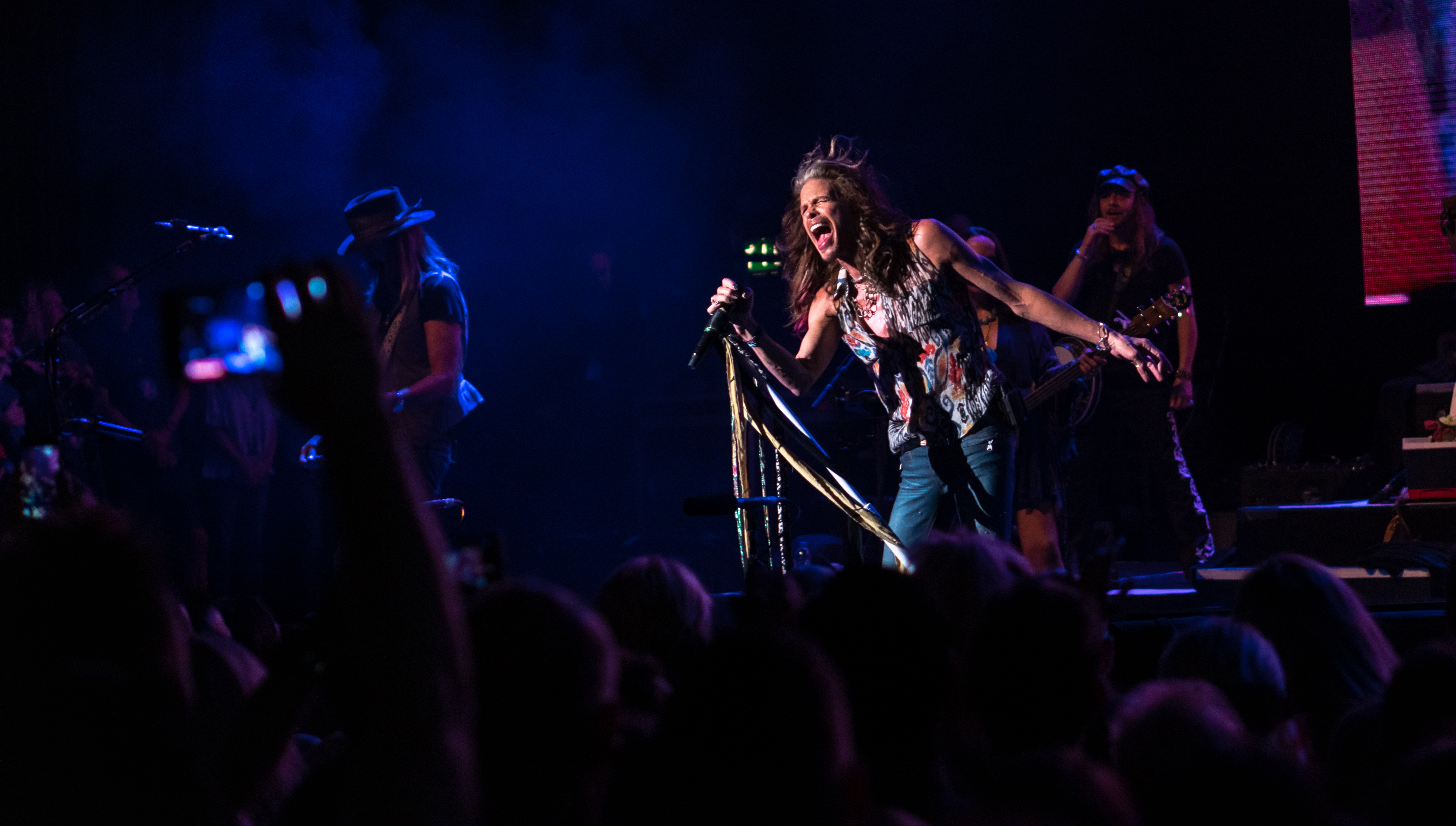
Tyler em turnê solo no ano de 2018, em Londres.

Na primeira semana de abril de 2015, Steven revela que havia começado a escrever e produzir seu primeiro álbum solo. O cantor aponta, ainda, que o trabalho seria voltado para o country e que o lançamento estava previsto para o fim do ano. Tyler se muda para Nashville, considerada a capital da música country, e assina um contrato com a Big Machine Records, maior gravadora do gênero no mundo. Pouco tempo depois, anuncia que sua banda de apoio seria a Loving Mary, composta por músicos parceiros do vocalista, como Marti Frederiksen. Ainda no mesmo mês, Steven inicia sua transição oficial para o country quando participa do ACM Awards, apresentando o prêmio mais importante da noite, o de artista country do ano. No dia 29 de abril, ele revela o título do primeiro single do álbum, Love Is Your Name, durante uma participação especial na nova temporada do American Idol. Na ocasião, os 5 finalistas do programa visitaram o estúdio onde Tyler gravava o seu disco. A canção é lançada no dia 13 de maio em rádios e aplicativos de streaming e, para divulgá-la, Steven realiza sua primeira performance ao vivo no próprio American Idol, onde também apresenta um trecho de Piece of My Heart, de Janis Joplin, com Jax, uma das finalistas. O lançamento é considerado um "sucesso modesto", alcançando a terceira posição da parada country do iTunes, bem como a posição de número 14, no geral. A música também chega ao 19º lugar na Billboard Country Airplay, ao 45º na Mediabase e à primeira colocação no iTunes da Austrália. Em sua primeira semana, Love Is Your Name foi a mais adicionada às rádios norte-americanas do gênero country.
Entre junho e agosto, Tyler volta aos palcos com o Aerosmith para a Blue Army Tour, turnê nomeada em homenagem aos fãs da banda (Joe Perry deu a eles o apelido de "Blue Army" porque, nos anos 1970, compareciam aos shows do grupo vestidos em jaquetas jeans azuis). Com Living Colour como banda de abertura, eles se apresentam em 18 datas diferentes pelos Estados Unidos e Canadá. Em meio à turnê, no dia 3 de julho, Steven lança o clipe de Love Is Your Name no programa Good Morning America. Em menos de uma semana, o vídeo bate 4 milhões de visualizações no YouTube, o que impulsiona a canção e a faz alcançar o primeiro lugar na parada country do iTunes.
Durante a primeira metade de 2016, o músico se dedica quase inteiramente à divulgação de seu vindouro álbum solo. Em 5 de janeiro, ele lança de surpresa o single Red, White & You nas rádios norte-americanas, com subsequente lançamento nas plataformas digitais no dia 22 do mesmo mês. Ele divulga o novo trabalho através de diversas participações em eventos (como o SuperBowl e o iHeartCountry) e em programas de televisão (na CNN, The Late Show with Stephen Colbert e The Ellen DeGeneres Show). Durante participação no programa de Ellen DeGeneres, ele revela a capa e o título do álbum, que viria a se chamar We're All Somebody from Somewhere. A divulgação do tracklist oficial acontece em 24 de junho, junto do lançamento do terceiro single, a faixa-título que deu nome ao disco, We're All Somebody from Somewhere. No mesmo dia, o músico apresenta-se ao vivo no Today Show, cantando a nova canção, um cover de Piece of My Heart e a clássica Cryin', do Aerosmith.
O álbum é finalmente lançado em 15 de julho de 2016. Ele chega à primeira posição na parada country da Billboard e recebe boas críticas pela sonoridade country contemporânea, mas torna-se um trabalho pouco relevante no cenário musical após a semana de lançamento. Steven então embarca em sua primeira turnê solo, a ...Out On a Limb Tour, para divulgar o disco, passando por diversas cidades dos Estados Unidos, Canadá, Europa e Japão. O giro foi gravado e lançado como documentário pela Netflix alguns anos depois, em 2018. Enquanto Tyler estava em turnê, seus colegas do Aerosmith o criticaram diversas vezes na mídia, dizendo que o vocalista havia deixado seus planos com a banda de lado em favor de sua carreira solo. Isso não os impediu de sair em turnê ainda em 2016, fazendo shows por toda a América do Sul, incluindo passagens por Porto Alegre, São Paulo e Recife.

### Aero-Vederci, problemas de saúde e residência em Las Vegas (2017 - 2022)

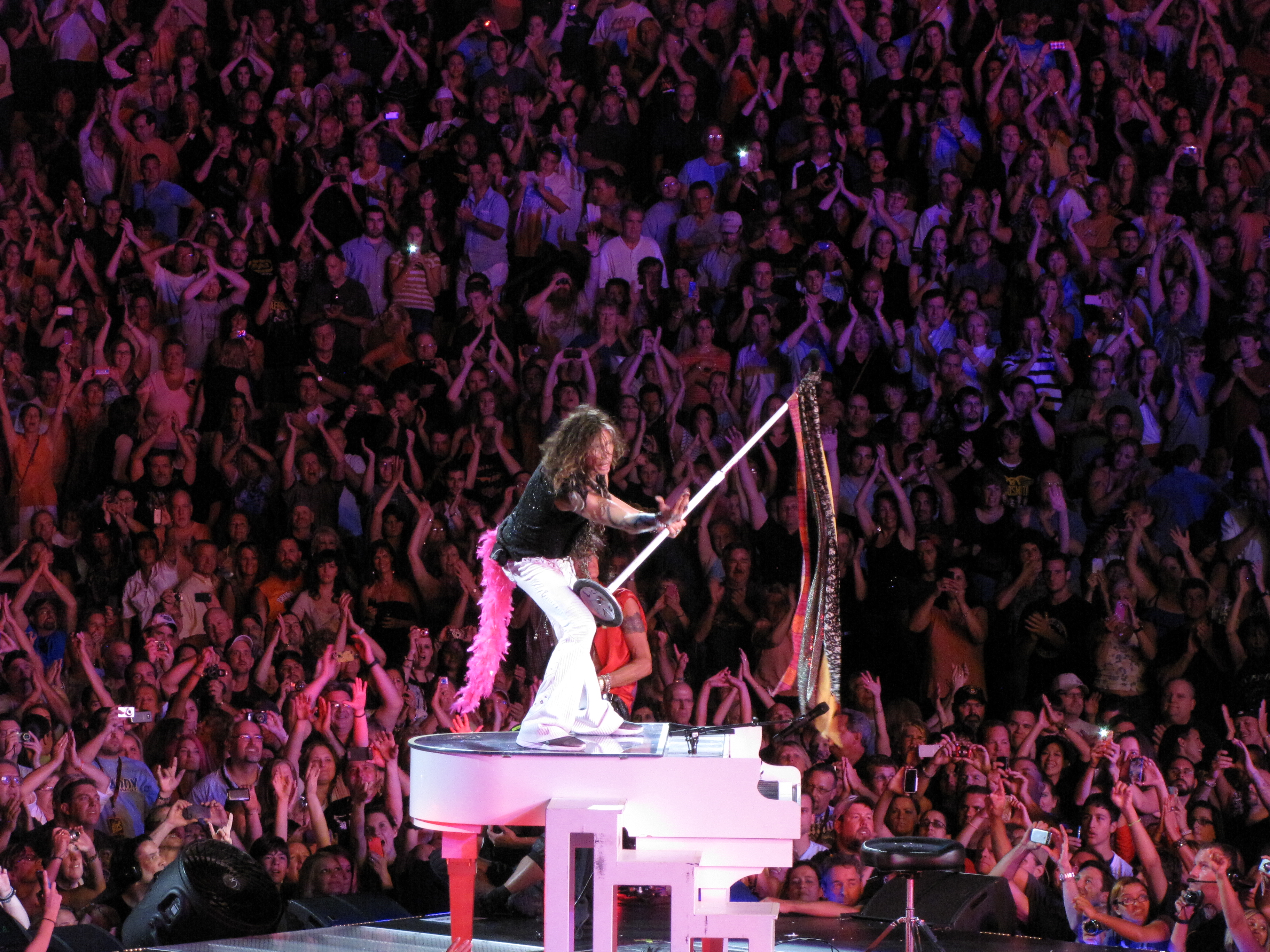
Steven Tyler apresentando-se com o Aerosmith.

Em uma curta passagem pela Rússia, o Aerosmith faz uma coletiva de imprensa em que fala brevemente sobre realizar uma turnê de despedida dos palcos. Depois de vários rumores, o grupo anuncia, então, a turnê Aero-Vederci Baby! (trocadilho com a palavra "adeus", em italiano). Com 16 datas em diferentes países da Europa, o quinteto dá a entender de que a banda finalizará suas atividades após o giro, mas não chega a dizer que estes seriam, de fato, os últimos shows do Aerosmith. Estendem a turnê em 8 novas datas pela América do Sul, apresentando-se como headliners do segundo final de semana do Rock In Rio, no Rio de Janeiro, e em shows em São Paulo e Belo Horizonte com a banda Def Leppard como atração de abertura. No entanto, a turnê é interrompida antes de uma apresentação em Curitiba devido a problemas de saúde não revelados de Steven Tyler. O vocalista voa às pressas para os Estados Unidos para ser tratado. Apesar de vários rumores que falavam em doenças graves, o vocalista revela, em entrevista 10 meses após o ocorrido, que ele teve um aumento da glândula da próstata, doença que acomete pessoas de idade e que pode causar um fluxo urinário fraco ou intermitente, gerando infecções, pedras na bexiga e função renal reduzida. Passa por uma cirurgia minimamente invasiva e tira um período de férias.
O Aerosmith fica cerca de um ano fora dos palcos, fazendo apenas algumas aparições em festivais de menor escala. Muito se especulou sobre o futuro da banda, especialmente após a última turnê ter-se encerrado abruptamente. Rumores (confirmados, inclusive, pelos membros da banda) davam a entender que o grupo planejava uma residência na cidade de Las Vegas. Após meses de suspense, em agosto de 2018, eles anunciam oficialmente a residência Deuces Are Wild, programada para acontecer entre abril e julho de 2019, no Park Theater, em Las Vegas. Inicialmente, a banda marca 18 shows no local com a intenção de comemorar o aniversário de 50 anos do Aerosmith, mas a grande demanda os faz estenderem o espetáculo em mais de 50 apresentações, incluindo um pequeno giro pela costa leste dos Estados Unidos com a mesma estrutura e tema dos shows em Las Vegas. Após a estreia do espetáculo, a Deuces Are Wild é altamente elogiada por múltiplos veículos da mídia, muitos dando destaque à produção show, ao palco inteiramente redesenhado, interativo e com som de alta performance para o público presente, aos efeitos visuais e de pirotecnia nunca antes utilizados em performances do Aerosmith, e à passarela flutuante que levava Steven e Joe Perry ao deck superior da arena ao final de cada apresentação.
Em outubro de 2019, a Billboard revela um compilado de números e recordes que a residência do grupo tem colecionado nos primeiros meses em cartaz. Naquele mês, o Aerosmith ficou em segundo lugar dentre as turnês que mais faturaram ao redor do mundo, ficando atrás apenas do giro da banda Iron Maiden. A arrecadação por show do quinteto chegou a mais de $1 milhão de dólares, algo que apenas as residências dos artistas Lady Gaga e Bruno Mars havia conseguido até então. Além disso, os números positivos da Deuces Are Wild tornaram o Aerosmith a décima banda de rock da história a ultrapassar meio bilhão de dólares em arrecadação apenas com apresentações ao vivo, entrando para o seleto grupo que também conta com Bon Jovi, Coldplay, Dave Matthews Band, Depeche Mode, Eagles, Guns N' Roses, Metallica, The Rolling Stones e U2.
Em janeiro de 2020, o Grammy entrega ao Aerosmith o título de Personalidade do Ano, honraria que anualmente homenageia artistas engajados em ações filantrópicas e de caridade. Em meio a atritos com o baterista Joey Kramer, impedido de tocar por estar lesionado, o quinteto é homenageado em um jantar de gala com artistas como Sammy Hagar, John Legend, Jessie J, Jonas Brothers, Foo Fighters, Cheap Trick, Kesha, entre outros, performando músicas do repertório do Aerosmith durante a noite. Na mesma semana, eles apresentam Livin' on the Edge e Walk This Way com participação especial do Run-D.M.C. na cerimonia de premiação do Grammy.
Ainda no início do ano, Tyler e os outros membros do Aerosmith anunciam algumas apresentações para o restante de 2020, entre elas, um grandioso show de comemoração dos 50 anos da banda em sua cidade natal, Boston, uma nova sequência de shows da residência Deuces Are Wild, em Las Vegas, e uma turnê de verão pela Europa. Todas essas performances, no entanto, são adiadas para 2021 devido à pandemia de COVID-19. Com a situação de emergência sanitária ainda em alta em 2021, o grupo opta por cancelar as novas datas em Vegas e a turnê europeia, além de adiar mais uma vez o show comemorativo para 2022.
Em agosto de 2021, o quinteto, que desde o lançamento do Music from Another Dimension! pela Columbia Records, não tinha contrato com gravadora, assina um contrato histórico e multimilionário com a Universal Music Group para que todos os futuros projetos do Aerosmith sejam lançados pelo selo. O primeiro desses projetos é o álbum 1971: The Road Starts Hear, que conta com áudios de ensaios da banda durante o ano em questão, antes de lançarem seu primeiro álbum de estúdio. O projeto chega primeiro às lojas físicas dos Estados Unidos no Record Store Day, em novembro de 2021, e depois às plataformas de streaming, no primeiro semestre de 2022.
Com a melhora na situação sanitária ao redor do mundo, após dois anos longe dos palcos, a banda anuncia a volta de sua bem sucedida residência em Las Vegas com 3 novas sequências de shows, começando em junho e se estendendo até dezembro. Apesar disso, a primeira sequência de apresentações é cancelada após Steven, então com 74 anos de idade, recair em seu vício em drogas. Em comunicado oficial, o grupo revela que o vocalista deu entrada em uma clínica de reabilitação e que tal recaída havia ocorrido devido às fortes dores que ele ainda sente em seus pés, relembrando os episódios de crise do Aerosmith em 2009. Em julho, após finalizar o tratamento na clínica, um representante do músico informou à imprensa que ele estava "maravilhosamente bem" e "ansioso para voltar aos palcos".
Ainda em julho, a Universal anuncia o 50 Years Live!: From The Aerosmith Vaults, série de shows antigos que o grupo disponibilizou em seu canal do YouTube. Durante 5 semanas e a cada sexta-feira, um show de cada década da carreira do quinteto foi disponibilizado de graça para o público. As apresentações escolhidas haviam sido gravadas anteriormente no Texas (1977), Maryland (1989), Pensilvânia (1993), Michigan (2003) e Cidade do México (2016).

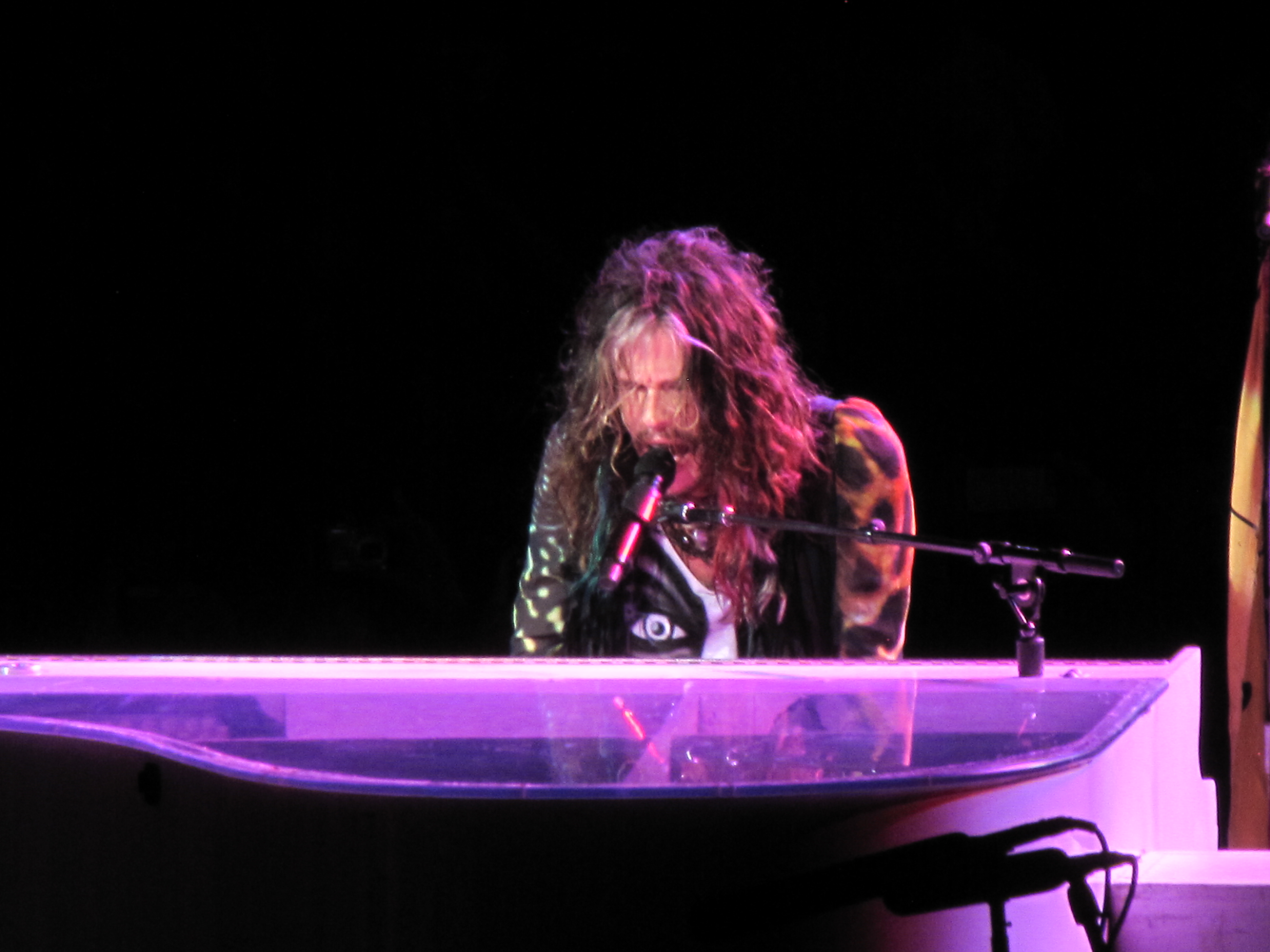
Tyler tocando piano em turnê.

Após 2 anos e meio de hiato, o retorno do Aerosmith aos palcos acontece em 4 de setembro de 2022, em Bangor, cidade do estado americano de Maine. O show foi um aquecimento para a comemoração oficial de 50 anos da banda, que, após múltiplos adiamentos devido à COVID-19, foi finalmente realizada em 8 de setembro com uma apresentação no icônico Fenway Park, em Boston. Tal apresentação quebrou recordes: o grupo esgotou todos os ingressos disponíveis, levando mais de 38.700 pessoas ao estádio, o maior número de ingressos vendidos para um show no local. O número bateu o recorde anterior de 37.200 ingressos, pertencente à cantora Lady Gaga, que havia passado por Boston em agosto com sua própria turnê. Logo em seguida às comemorações, o Aerosmith faz seu retorno à Las Vegas com a residência Deuces Are Wild. Desta vez, os shows estavam programados para acontecer entre setembro e dezembro, mas as últimas 4 datas tiveram de ser canceladas. Em comunicado oficial, a banda informa que Tyler estava doente e, por recomendação médica, precisava ficar fora dos palcos.
A última aparição pública de Steven em 2022 foi em novembro, no Rock and Roll Hall of Fame. Eminem, que estava sendo introduzido ao Hall, convidou o vocalista para cantar em sua apresentação de aceitação na cerimônia. De surpresa, Tyler cantou um trecho de Dream On, canção que é sampleada e interpolada no sucesso Sing for the Moment, do próprio Eminem.

### Fim do Aerosmith (2023 - 2024)
Steven fica meses sem ser visto pela mídia, o que gera boatos de que ele e os outros membros do Aerosmith devem anunciar algo em breve. Algumas grandes arenas americanas, como o Madison Square Garden, a Climate Pledge Arena e o Kia Forum, estampam o logo da banda com os dizeres "Peace Out" em suas telas de transmissão externa. Poucos dias depois, em 1 de maio, o quinteto anuncia a The Peace Out Tour (trocadilho com a expressão "valeu, tchau"), oficialmente chamando o giro de turnê de despedida pela primeira vez em sua carreira. São marcados 40 shows nos Estados Unidos e Canadá entre 2023 e 2024, incluindo uma apresentação durante o réveillon em sua cidade natal, em Boston. As vendas da turnê geram polêmica na mídia e nas redes sociais, já que a empresa Ticketmaster utiliza de preços dinâmicos para disponibilizar ingressos em seu site, ou seja, quanto maior a procura, maior será o valor do ingresso. Com alta demanda, as entradas mais baratas nos locais mais distantes das arenas começam a ser disponibilizados a $600 dólares cada, enquanto os lugares mais próximos ao palco chegam a atingir $1.5 mil dólares, valores descritos como 'exorbitantes' pela mídia. Mesmo assim, o giro torna-se um sucesso de vendas e estreia oficialmente em setembro de 2023. A crítica exalta a performance do quinteto, mencionando por mais de uma vez a maior estrutura de produção já feita pela banda, com palco 360°, asas e luzes que se movem do teto em direção à plateia e efeitos sonoros de última geração.
Durante o terceiro show da The Peace Out Tour, em Nova Iorque, Steven sente desconfortos na garganta, mas decide finalizar o show com setlist completo. O cantor voa para Boston para consultar-se com seu médico particular, que atesta sangramento e danos severos em suas cordas vocais. Por ordens médicas, ele e o restante da banda pausam a turnê por 30 dias, reagendando 6 shows para o início de 2024. Após novos exames, o cantor descobre que lesionou não só as cordas vocais, mas também a laringe. Sendo assim, ele e o restante do Aerosmith são obrigados a adiar a turnê até o ano seguinte.
O Aerosmith chega a reagendar os shows da The Peace Out Tour que não foram realizados e Steven até faz uma aparição surpresa em um show da banda de abertura The Black Crowes, mas, em 2 de agosto de 2024, o quinteto anuncia sua aposentadoria via redes sociais. Segundo a nota oficial, os danos às cordas vocais de Tyler são irreversíveis, o que impossibilita sua volta aos palcos para uma nova turnê dali em diante.

### Pós aposentadoria (2025 - atualmente)
Após o anúncio de sua aposentadoria, Tyler limita-se a fazer curtas aparições a participações especiais em apresentações ao vivo. Em 2 de fevereiro, junta-se a Tom Hamilton, Nuno Bettencourt, Mick Fleetwood, Linda Perry, Joan Jett e uma porção de outros músicos no evento beneficente anual de sua ONG, a Janie's Fund, e canta pela primeira vez desde o cancelamento da turnê final do Aerosmith. 6 músicas são apresentadas, incluindo as desafiadores Dream On e Walk This Way.
No dia 5 de julho, Steven faz sua primeira apresentação para o grande público após o anúncio da aposentadoria. Ele participa do Back to the Beginning, supershow de despedida das carreiras de Ozzy Osbourne e Black Sabbath em Birmingham, Inglaterra. O cantor apresenta Train Kept a Rollin' (Tiny Bradshaw), Walk This Way (Aerosmith) e Whole Lotta Love (Led Zeppelin) ao lado de outras lendas da música, como Ronnie Wood, Tom Morello, Travis Barker e Chad Smith. O vocalista rouba a cena, é ovacionado pelo estádio lotado e exaltado pela mídia e fãs online, que começam a especular um retorno do Aerosmith para repetir a dose em um show de despedida próprio.

## Dirico Motorcycles
Tyler é um entusiasta de motocicletas, colecionando modelos clássicos e participando de ações de caridade, como a Ride for Children Charity, por exemplo, sempre que possível.  No dia 15 de setembro de 2007, no New Hampshire International Speedway, o músico anuncia o lançamento da Red Wing Motorcycles, uma loja de motocicletas. As motos são desenhadas por ele, projetadas por Mark Dirico e montadas pela AC Custom Motorcycles, em Manchester. Pouco tempo depois do anúncio, a loja mudou de nome para Dirico Motorcycles.

## Política

### Lei Steven Tyler
Nos primeiros meses de 2013, Steven, em parceria com o senador democrata J. Kalani English, do Havaí, encaminha um projeto de lei ao Senado dos Estados Unidos. A lei garante privacidade a famosos, celebridades e figuras governamentais que estiverem de férias no estado. O vocalista tomou iniciativa após a imprensa internacional publicar fotos de momentos íntimos entre ele e sua família enquanto passavam férias em sua propriedade em Maui. O projeto foi apelidado de "Lei Steven Tyler" e teve apoio de outros artistas, como de Mick Fleetwood, Tommy Lee, Margaret Cho, Britney Spears, Avril Lavigne, Neil Diamond, Sharon Osbourne e Ozzy Osbourne. 23 dos 25 Senadores votaram a favor da causa, mas o projeto encontrou falta de apoio no Congresso.

### Eleições presidenciais
Durante os preparativos para a eleição presidencial dos Estados Unidos de 2016, o então pré-candidato a presidente Donald Trump passa a usar a música Dream On como tema de seus comícios. Através de seus representantes, Tyler envia uma intimação a Trump solicitando o cessar imediato do uso de todo e qualquer material ligado a ele na campanha eleitoral, pois isso gera uma falsa impressão de que o cantor apoia o candidato. O empresário acata a solicitação, mas volta a usar músicas do Aerosmith durante os preparativos para a eleição presidencial dos Estados Unidos de 2020. Dessa vez, Livin' on the Edge é a música escolhida, o que leva Steven, junto dos outros compositores da canção, Joe Perry e Mark Hudson, a enviarem uma nova intimação ao então presidente e à Casa Branca. O músico pronuncia-se pelo Twitter, dizendo que não autoriza o uso de suas músicas em qualquer espectro da política, e Trump, em entrevista, ironiza a intimação. Apesar disso, o político novamente acata a solicitação.

## Janie's Fund
Em novembro de 2015, o vocalista abre sua própria Organização Não Governamental, a Janie's Fund (referência à música Janie's Got a Gun, do Aerosmith). A instituição presta cuidados e ajuda mulheres vítimas de abuso. Nos anos seguintes, Tyler arrecada milhares de dólares para a causa e, em decorrência deste trabalho filantrópico, recebe vários prêmios e honrarias, inclusive o Prêmio Humanitário da ONU. Anualmente, Tyler sedia, em Los Angeles, um jantar de gala e festa com apresentações musicais para artistas que conta com leilão e transmissão ao vivo da premiação do Grammy. Todo o dinheiro arrecadado durante os eventos é revertido para a instituição. O músico também já abriu dois abrigos físicos para vítimas de abuso, chamados de Janie's House.

## Vida pessoal

### Família
Steven tem, hoje, 4 filhos e 6 netos. Liv Tyler, a primogênita, nasceu em 1977, fruto do pequeno relacionamento que o cantor teve com a modelo Bebe Buell. Inicialmente, para manter a filha longe do vício em drogas de Tyler, Bebe diz a Liv que seu pai é o músico Todd Rundgren, mas, ao conhecer Steven aos 11 anos de idade, as semelhanças físicas acabam denunciando o parentesco, o que Tyler reconhece imediatamente. Ela tornou-se uma atriz bem sucedida, atuando em filmes como Armageddon, O Incrível Hulk, Os Estranhos, Beleza Roubada, e na trilogia O Senhor dos Anéis, bem como em séries de TV como The Leftovers e 9-1-1: Lone Star. Casou-se com o músico inglês Royston Langdon, com o qual teve seu primeiro filho, Milo William Langdon, nascido em 14 de dezembro de 2004, em Nova Iorque, mas divorciou-se em 2008. Em 2014, Liv começou um relacionamento com David Gardner, um produtor e esportista britânico, com o qual teve dois outros filhos, Sailor Gene, nascido em fevereiro de 2015, e Lula Rose, nascida em julho de 2016. O casal chegou a noivar, mas o relacionamento encerrou-se em 2021.
Em 1978, Steven e a modelo Cyrinda Foxe se casam e dão à luz a Mia Tyler, que tornou-se modelo, fotógrafa e artista plástica. O casal divorcia-se em 1987 e, em 1997, Cyrinda lança o livro Dream On: Livin' on the Edge With Steven Tyler and Aerosmith, no qual conta suas memórias do relacionamento com Steven e o tempo que passou junto do Aerosmith. Ela morreu em 2002, vítima de um tumor cerebral. Em maio de 2017, Mia Tyler da à luz o primeiro filho, Axton Joseph Tallarico, fruto de um curto relacionamento com um esportista.

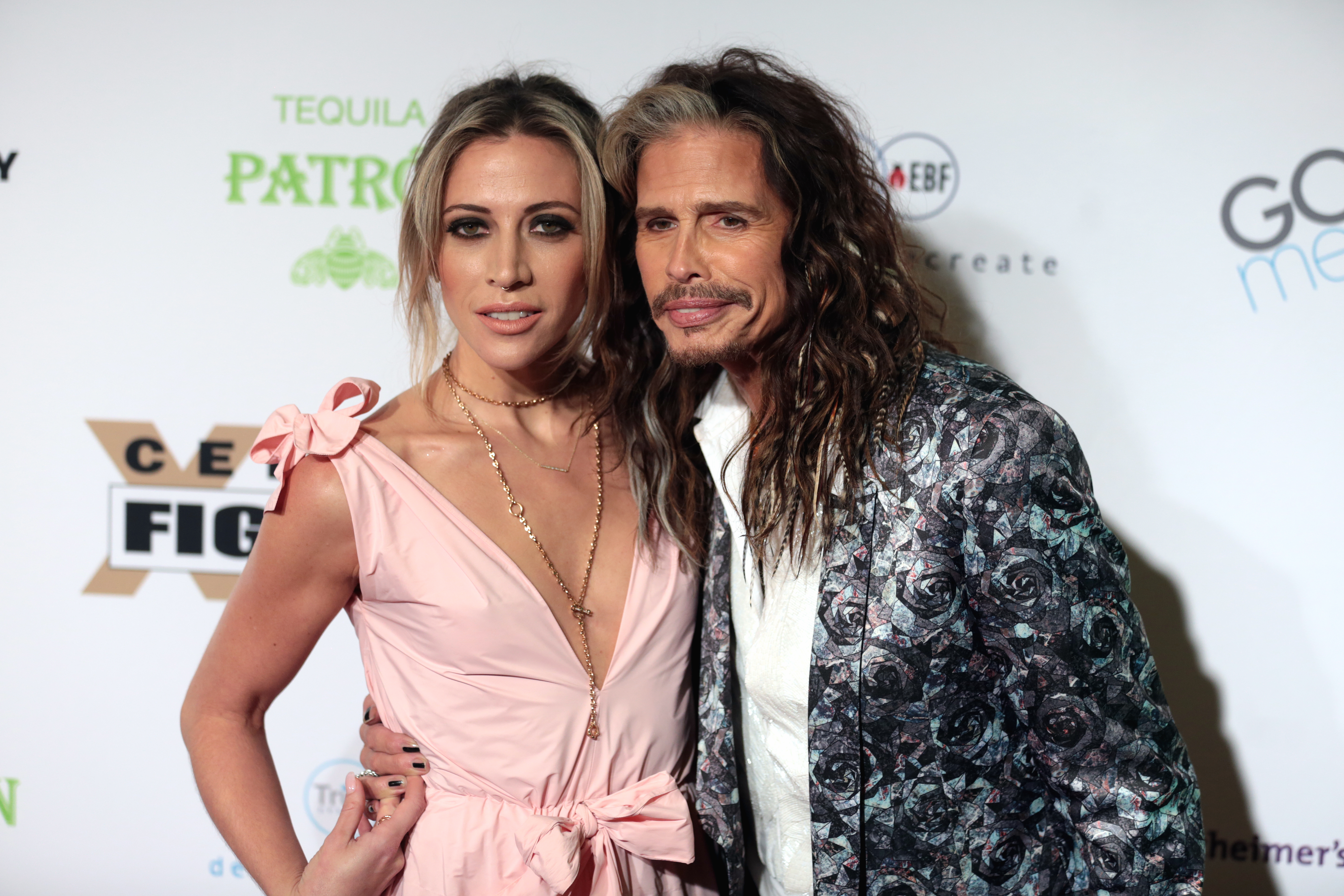
Steven Tyler e sua atual namorada, Aimee Preston.

No dia 28 de maio de 1988, em Tulsa, Tyler se casa novamente, desta vez com a designer Teresa Barrick. Com ela, Steven tem uma filha, Chelsea Anna Tallarico, nascida em 6 de março de 1989, e um filho, Taj Monroe Tallarico, nascido em 31 de janeiro de 1991. Apesar da boa relação entre ambos, eles anunciam o divórcio em 2005, que se concretiza em 2006. Chelsea se casa com o músico Jon Foster em 2015 e, juntos, criam uma banda de eletropop chamada KANEHOLLER, além de darem à luz a dois filhos: Vincent Frank Foster, nascido em 21 de fevereiro de 2020, e Isabella Rae Foster, nascida em 14 de março de 2022.
Em 2006, Tyler inicia um relacionamento com a promotora Erin Brady. O casal fica noivo em dezembro de 2011, mas separa-se no início de 2013. Em 2016, o cantor engata um relacionamento com sua assistente Aimee Preston. Estão juntos desde então.

### Cirurgia na garganta
Em 22 de março de 2006, o jornal The Washington Post noticia que Steven fará uma cirurgia para reparar um problema de saúde não revelado. A assessoria de imprensa do cantor informa que o restante de shows do Aerosmith na turnê Rockin' the Joint serão cancelados para que Tyler possa se recuperar. Mais tarde, é revelado que o cantor teve um vaso sanguíneo rompido na garganta e que a cirurgia, realizada a laser pelo especialista Steven Zeitels, havia sido um sucesso. Apenas algumas semanas depois, Tyler já está gravando em estúdio e, em 4 de julho, ele faz sua primeira apresentação para o grande público pós-procedimento.
A inovadora cirurgia foi tema de um dos episódios da série A Incrível Máquina Humana, do National Geographic Channel, além de ter sido replicada pelo mesmo médico em grandes artistas, como Adele, Sam Smith e Cher.

### Hepatite C
Em setembro de 2006, Tyler revela, em entrevista ao programa Access Hollywood, que foi diagnosticado com hepatite C. A doença foi detectada em 2003, o que o levou a 11 meses de tratamentos severos de quimioterapia e Interferon. A versão aceita pela mídia é a de que Tyler contraiu a doença pelo uso de drogas intravenoso através de agulhas usadas, já que a doença é transmitida pelo contato direto com sangue infectado.

### Caso Julia Holcomb
Enquanto estava em turnê com o Aerosmith nos anos 1970, Steven, então com 25 anos de idade, conhece a groupie Julia Holcomb, de 16 anos. Passam a ter um relacionamento sério, mas, para que a menor de idade possa acompanhá-lo em suas turnês pelo país, o cantor convence os pais de Julia a assinarem um documento que transfere a tutela da garota para ele. Após a turnê, eles passam a morar juntos em um apartamento em Boston. Mesmo com o uso constante de drogas, Julia engravida e, posteriormente, acidentalmente incendeia o apartamento do casal. Em sua autobiografia, Tyler diz que, por medo da criança nascer com alguma malformação congénita por conta do uso de drogas de Julia, pediu à namorada que abortasse o bebê, que assim o fez. Já segundo Julia, o aborto só aconteceu porque o músico obrigou-a a fazê-lo. Ela chega a dizer que Steven usou cocaína enquanto o procedimento era realizado. Anos depois, o cantor diz ter tomado uma decisão errada e que ficou psicologicamente abalado após o acontecimento. Em 2011, Julia entrou para uma organização que ajuda mulheres que passaram por abortos e converteu-se ao Catolicismo. Em 2022, o estado da Califórnia suspendeu temporariamente a prescrição em acusações de abuso sexual e Holcomb iniciou um processo contra Steven. Em 2025, o juiz do caso deu vitória parcial ao cantor, reconhecendo que as alegações de sofrimento emocional de Julia deturparam os fatos e simplificaram demais uma situação complexa. A sentença a obrigava a pagar $115 mil dólares referentes aos honorários da defesa de Tyler, que, segundo o músico, nunca foram pagos. Holcomb, ainda, foi vista entrando em contato com marcas parceiras de Steven, solicitando o cessamento imediato de qualquer vínculo com o cantor. A mercearia de luxo Erewhon, que lançou uma linha de sorvetes inspirada em músicas do Aerosmith e que direcionou todos os valores de suas vendas para a Janie's Fund e para um fundo de ajuda aos bombeiros de Los Angeles durante os incêndios florestais na Califórnia em janeiro de 2025, recebeu diversas cartas de Julia. O restante do processo ainda está em andamento.